# Te Atawhai Hudson-Wihongi
Te Atawhai Hudson-Wihongi (ur. 27 marca 1995 w Auckland) – nowozelandzki piłkarz występujący na pozycji obrońcy w nowozelandzkim klubie Wellington Phoenix.

## Kariera klubowa

### Canterbury United
1 lipca 2011 podpisał kontrakt z klubem Canterbury United. Zadebiutował 29 stycznia 2012 w meczu New Zealand Premiership przeciwko WaiBOP United (0:3).

### Wanderers SC
1 lipca 2014 przeszedł do drużyny Wanderers SC. Zadebiutował 1 listopada 2014 w meczu New Zealand Premiership przeciwko Waitakere City (3:2). Pierwszą bramkę zdobył 25 stycznia 2015 w meczu ligowym przeciwko Wellington Phoenix Reserves (2:1).

### Auckland City
1 lipca 2015 podpisał kontrakt z zespołem Auckland City. Zadebiutował 1 listopada 2015 w meczu Charity Cup przeciwko Team Wellington (3:0), w którym zdobył swoją pierwszą bramkę. W New Zealand Premiership zadebiutował 8 listopada 2015 w meczu przeciwko Waitakere United (4:0). 10 grudnia 2015 zadebiutował w meczu klubowych mistrzostw świata przeciwko Sanfrecce Hiroszima (2:0). 10 kwietnia 2016 zadebiutował w meczu fazy grupowej Ligi Mistrzów OFC przeciwko Solomon Warriors (4:0).

### Wellington Phoenix
18 lipca 2019 przeszedł do klubu Wellington Phoenix. Zadebiutował 7 sierpnia 2019 w meczu FFA Cup przeciwko Brisbane Strikers (2:2 k. 4:2). W A-League zadebiutował 10 listopada 2019 w meczu przeciwko Melbourne Victory (1:1).

## Kariera reprezentacyjna

### Nowa Zelandia U-20
W 2015 roku otrzymał powołanie do reprezentacji Nowej Zelandii U-20. Zadebiutował 30 maja 2015 w meczu fazy grupowej Mistrzostw Świata U-20 2015 przeciwko reprezentacji Ukrainy U-20 (0:0).

### Nowa Zelandia U-23
W 2015 roku otrzymał powołanie do reprezentacji Nowej Zelandii U-23. Zadebiutował 3 lipca 2015 w meczu eliminacji do Igrzysk Olimpijskich 2015 przeciwko reprezentacji Wysp Salomona U-23 (2:0). Pierwszą bramkę zdobył 7 lipca 2015 w meczu eliminacji do Igrzysk Olimpijskich 2015 przeciwko reprezentacji Nowej Kaledonii U-23 (0:5).

### Nowa Zelandia
W 2015 roku otrzymał powołanie do reprezentacji Nowej Zelandii. Zadebiutował 12 listopada 2015 w meczu towarzyskim przeciwko reprezentacji Omanu (0:1).

## Statystyki

### Klubowe
(aktualne na dzień 11 marca 2021)
| Klub                        | Sezon              | Liga                    | Liga  | Liga   | Puchar kraju | Puchar kraju | OFC   | OFC    | Inne  | Inne   | Suma  | Suma   |
| Klub                        | Sezon              | Liga                    | Mecze | Bramki | Mecze        | Bramki       | Mecze | Bramki | Mecze | Bramki | Mecze | Bramki |
| --------------------------- | ------------------ | ----------------------- | ----- | ------ | ------------ | ------------ | ----- | ------ | ----- | ------ | ----- | ------ |
| Canterbury United           | 2011/12            | New Zealand Premiership | 1     | 0      | 0            | 0            | –     | –      | –     | –      | 1     | 0      |
| Canterbury United           | Ogólnie            | Ogólnie                 | 1     | 0      | 0            | 0            | 0     | 0      | 0     | 0      | 1     | 0      |
| Wanderers SC                | 2014/15            | New Zealand Premiership | 16    | 2      | 0            | 0            | –     | –      | –     | –      | 16    | 2      |
| Wanderers SC                | Ogólnie            | Ogólnie                 | 16    | 2      | 0            | 0            | 0     | 0      | 0     | 0      | 16    | 2      |
| Auckland City               | 2015/16            | New Zealand Premiership | 13    | 0      | 0            | 0            | 5     | 0      | 2     | 1      | 20    | 1      |
| Auckland City               | 2016/17            | New Zealand Premiership | 5     | 0      | 0            | 0            | 0     | 0      | 0     | 0      | 5     | 0      |
| Auckland City               | 2017/18            | New Zealand Premiership | 18    | 0      | 0            | 0            | 6     | 0      | 0     | 0      | 24    | 0      |
| Auckland City               | 2018/19            | New Zealand Premiership | 11    | 0      | 0            | 0            | 4     | 2      | –     | –      | 15    | 2      |
| Auckland City               | Ogólnie            | Ogólnie                 | 47    | 0      | 0            | 0            | 15    | 2      | 2     | 1      | 64    | 3      |
| Wellington Phoenix Reserves | 2019/20            | New Zealand Premiership | 3     | 0      | 0            | 0            | –     | –      | –     | –      | 3     | 0      |
| Wellington Phoenix Reserves | Ogólnie            | Ogólnie                 | 3     | 0      | 0            | 0            | 0     | 0      | 0     | 0      | 3     | 0      |
| Wellington Phoenix          | 2019/20            | A-League                | 11    | 0      | 1            | 0            | –     | –      | –     | –      | 12    | 0      |
| Wellington Phoenix          | 2020/21            | A-League                | 3     | 0      | 0            | 0            | –     | –      | –     | –      | 3     | 0      |
| Wellington Phoenix          | Ogólnie            | Ogólnie                 | 14    | 0      | 1            | 0            | 0     | 0      | 0     | 0      | 15    | 0      |
| Ogólnie w karierze          | Ogólnie w karierze | Ogólnie w karierze      | 81    | 2      | 1            | 0            | 15    | 2      | 2     | 1      | 99    | 5      |

### Reprezentacyjne
| Reprezentacja      | Rok     | Mecze | Bramki |
| ------------------ | ------- | ----- | ------ |
| Nowa Zelandia U-20 |         |       |        |
| 2015               | 3       | 0     |        |
| Ogólnie            | Ogólnie | 3     | 0      |
| Nowa Zelandia U-23 |         |       |        |
| 2015               | 3       | 1     |        |
| Ogólnie            | Ogólnie | 3     | 1      |
| Nowa Zelandia      |         |       |        |
| 2015               | 1       | 0     |        |
| 2016               | 4       | 0     |        |
| 2017               | 0       | 0     |        |
| 2018               | 3       | 0     |        |
| Ogólnie            | Ogólnie | 8     | 0      |

| Mecze i gole w reprezentacji | Mecze i gole w reprezentacji | Mecze i gole w reprezentacji | Mecze i gole w reprezentacji | Mecze i gole w reprezentacji | Mecze i gole w reprezentacji | Mecze i gole w reprezentacji | Mecze i gole w reprezentacji |
| Nowa Zelandia U-20           | Nowa Zelandia U-20           | Nowa Zelandia U-20           | Nowa Zelandia U-20           | Nowa Zelandia U-20           | Nowa Zelandia U-20           | Nowa Zelandia U-20           | Nowa Zelandia U-20           |
| Lp.                          | Data                         | Miejsce                      | Gospodarz                    | Gość                         | Wynik                        | Gol                          | Rozgrywki                    |
| ---------------------------- | ---------------------------- | ---------------------------- | ---------------------------- | ---------------------------- | ---------------------------- | ---------------------------- | ---------------------------- |
| 1.                           | 30.05.2015                   | Auckland                     | Nowa Zelandia U-20           | Ukraina U-20                 | 0:0                          |                              | MŚ U-20 2015                 |
| 2.                           | 05.06.2015                   | Wellington                   | Mjanma U-20                  | Nowa Zelandia U-20           | 1:5                          |                              | MŚ U-20 2015                 |
| 3.                           | 11.06.2015                   | Hamilton                     | Portugalia U-20              | Nowa Zelandia U-20           | 2:1                          |                              | MŚ U-20 2015                 |
| Nowa Zelandia U-23           |                              |                              |                              |                              |                              |                              |                              |
| Lp.                          | Data                         | Miejsce                      | Gospodarz                    | Gość                         | Wynik                        | Gol                          | Rozgrywki                    |
| 1.                           | 03.07.2015                   | Port Moresby                 | Nowa Zelandia U-23           | Wyspy Salomona U-23          | 2:0                          |                              | el. IO 2015                  |
| 2.                           | 05.07.2015                   | Port Moresby                 | Papua-Nowa Gwinea U-23       | Nowa Zelandia U-23           | 0:1                          |                              | el. IO 2015                  |
| 3.                           | 07.07.2015                   | Port Moresby                 | Nowa Kaledonia U-23          | Nowa Zelandia U-23           | 0:5                          | Gol                          | el. IO 2015                  |
| Nowa Zelandia                |                              |                              |                              |                              |                              |                              |                              |
| Lp.                          | Data                         | Miejsce                      | Gospodarz                    | Gość                         | Wynik                        | Gol                          | Rozgrywki                    |
| 1.                           | 12.11.2015                   | Maskat                       | Oman                         | Nowa Zelandia                | 0:1                          |                              | Mecz towarzyski              |
| 2.                           | 04.06.2016                   | Port Moresby                 | Nowa Zelandia                | Wyspy Salomona               | 1:0                          |                              | Puchar Narodów Oceanii 2016  |
| 3.                           | 08.06.2016                   | Port Moresby                 | Nowa Zelandia                | Nowa Kaledonia               | 1:0                          |                              | Puchar Narodów Oceanii 2016  |
| 4.                           | 12.11.2016                   | Auckland                     | Nowa Zelandia                | Nowa Kaledonia               | 2:0                          |                              | el. MŚ 2018                  |
| 5.                           | 15.11.2016                   | Koné                         | Nowa Kaledonia               | Nowa Zelandia                | 0:0                          |                              | el. MŚ 2018                  |
| 6.                           | 02.06.2018                   | Mumbaj                       | Kenia                        | Nowa Zelandia                | 2:1                          |                              | Mecz towarzyski              |
| 7.                           | 05.06.2018                   | Mumbaj                       | Tajwan                       | Nowa Zelandia                | 0:1                          |                              | Mecz towarzyski              |
| 8.                           | 07.06.2018                   | Mumbaj                       | Indie                        | Nowa Zelandia                | 1:2                          |                              | Mecz towarzyski              |

## Sukcesy

### Auckland City
- Charity Cup (1×): 2015
- Wicemistrzostwo Nowej Zelandii (2×): 2015/2016, 2016/2017
- Liga Mistrzów OFC (2×): 2016, 2018
- Mistrzostwo Nowej Zelandii (1×): 2017/2018

### Reprezentacyjne

#### Nowa Zelandia
- Puchar Narodów Oceanii (1×): 2016